# 圣维多堂 (阿斯科利皮切诺)

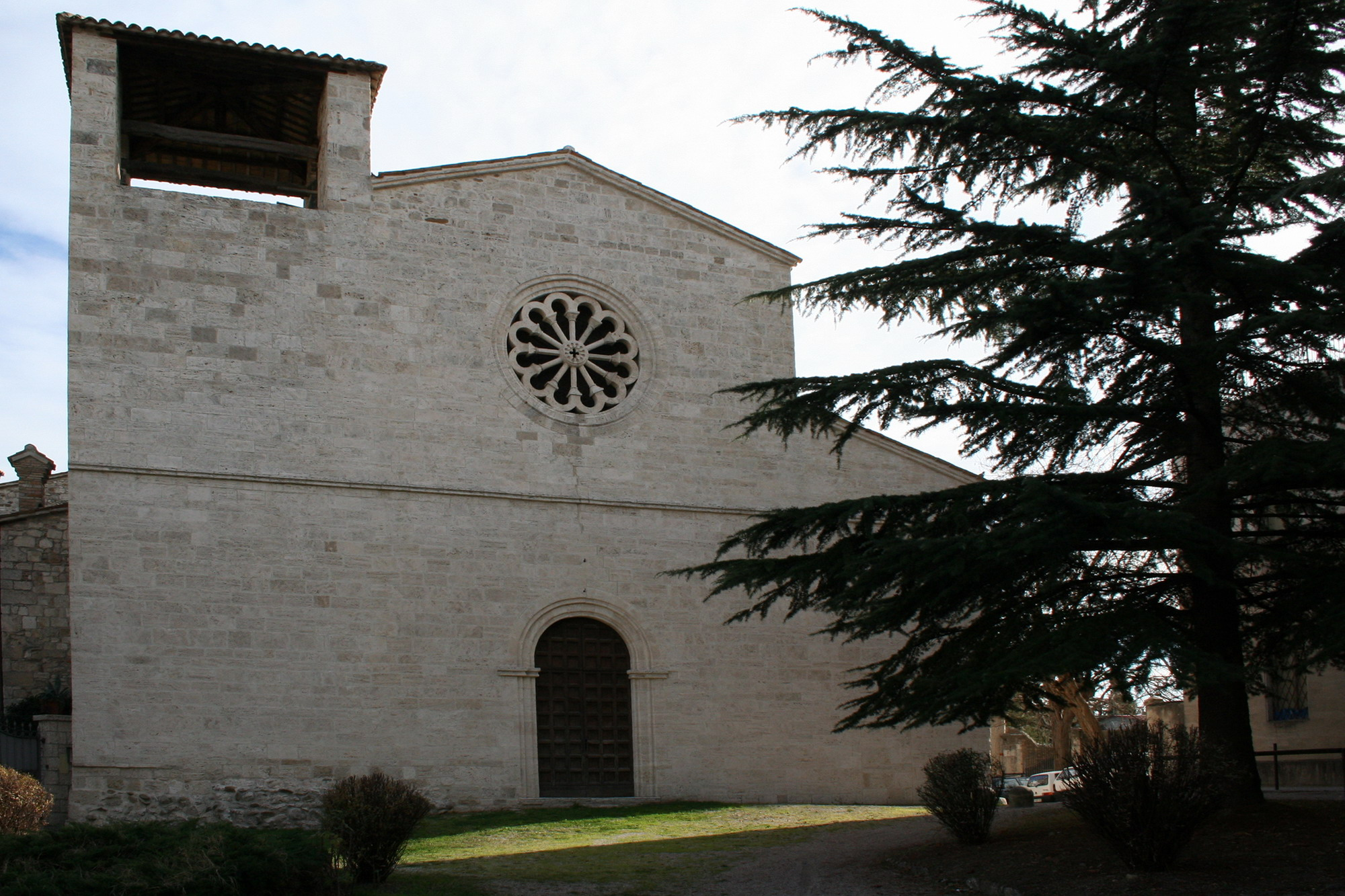

圣维多堂（Chieasa di San Vittore）是一座罗马天主教堂，罗马式和哥特式风格，位于意大利马尔凯地区的阿斯科利皮切诺。有一座低矮的钟楼。
该堂创建于996年，兴建在公元一世纪的经堂遗址上。教堂用洞石砌筑而成。目前的布局和立面可追溯到 13 世纪的重建，当时该镇在1242 年被腓特烈二世的军队洗劫一空。
立面有一扇哥特式玫瑰窗，于 1924 年修复。大门为圆形，有三个中殿。附属的低矮方形钟楼可能曾经是教堂的洗礼池。在 1502 年原来的钟楼被雷电夷为平地后重建。
教堂内部有一些 13 世纪中后期的匿名湿壁画，还有许多已转移到教区博物馆。耳堂相对于中殿较高，通向带有哥特式竖框窗户的五角形后殿。圣欧斯大爵墓穴的入口位于教堂外面，内有一组 14 世纪的湿壁画，描绘这位圣人的生平事迹，是大师奥菲达的作品。 